# Hamminkeln
Hamminkeln liegt am unteren Niederrhein im Nordwesten des Bundeslandes Nordrhein-Westfalen und ist eine Gemeinde mit Stadtrecht im Kreis Wesel des Regierungsbezirks Düsseldorf. Sie ist die jüngste Gemeinde und besteht aus sieben Ortsteilen.
Sie ist Mitglied der Euregio Rhein-Waal und liegt in den Zuständigkeitsbereichen des Landschaftsverbandes Rheinland sowie des Regionalverbandes Ruhr.

## Geographie

### Räumliche Lage
Hamminkeln liegt zwischen Bocholt im Norden (ca. 15 Kilometer) und Wesel im Süden (ca. 10 km). Die Issel durchfließt von Raesfeld kommend das Stadtgebiet bis an die Stadtgrenze Wesels, um von dort nach Nordwesten verlaufend in Wertherbruch das Stadtgebiet nach Isselburg zu verlassen. Der Rhein befindet sich vom Ortsteil Hamminkeln aus etwa 12 km westlich. Von Hamminkeln bis zur niederländischen Grenze sind es etwa 16 km. Rund zwei Drittel des Stadtgebiets liegen im Naturpark Hohe Mark-Westmünsterland. Zur Stadtgrenze nach Wesel liegt das Naturschutzgebiet Diersfordter Forst/Großes Veen.

### Stadtgliederung

Karte der Stadt Hamminkeln mit den Ortsteilen

Die Stadt Hamminkeln gliedert sich offiziell in sieben Ortsteile (inoffiziell in 8 Ortsteile, Einwohnerzahlen Stand 31. Dezember 2023): Von diesen bilden Hamminkeln (6853 Einwohner) und Ringenberg (1888 Einwohner) den geographischen Mittelpunkt des Stadtgebiets. Weitere Siedlungsschwerpunkte sind die Ortsteile Dingden (7219 Einwohner) und Mehrhoog (6532 Einwohner). Die übrigen Ortsteile sind Brünen (4008 Einwohner), Marienthal, Loikum (831 Einwohner) sowie Wertherbruch (1017 Einwohner).

### Nachbargemeinden/-städte
| Stadt Isselburg (Kreis Borken) | Stadt Bocholt, Kreis Borken | Stadt Rhede (Kreis Borken)                                          |
| Stadt Rees (Kreis Kleve)       |                             | Gemeinde Raesfeld (Kreis Borken), Gemeinde Schermbeck (Kreis Wesel) |
|                                | Stadt Wesel (Kreis Wesel)   | Gemeinde Hünxe (Kreis Wesel)                                        |

## Geschichte

### Antike
Im 19. Jahrhundert vermutete der Pädagoge Jacob Schneider, dass die Hamminkelner Issel schon in Zeiten der Römer die natürliche Grenze des Reiches bildete. Die Römer hätten hier zusätzliche Grenzwälle errichtet, die deckungsgleich mit der mittelalterlichen Klever Landwehr gewesen seien.
Zur Zeit der Völkerwanderung um 350 soll die Issel die Grenze zwischen den christlichen Franken im Westen sowie den Sachsen im Osten gebildet haben.

### Mittelalter
Im Jahr 779 überquerte Karl der Große im Gebiet der heutigen „Römerrast“, gelegen zwischen den Hamminkelner Ortsteilen Dingden und Loikum, mit seinem Heer die dortige Isselniederung. 843 wurde das Karolingerreich durch den Vertrag von Verdun entlang der Issel als Grenzfluss in das Ostreich von Ludwig dem Deutschen sowie das Mittelreich von Kaiser Lothar geteilt. 946 wurde Hamminkeln schließlich als „Hamwinkile“ erstmals urkundlich erwähnt. Der Name der Stadt lässt sich auf die Bestandteile ahd. „hamma“ und „Winkel“ zurückführen, wobei „hamma“ ein häufig gebrauchter Ortsname für jene Zeit darstellt. Eine weitere Möglichkeit der Herleitung besteht aus frankolateinischer Sicht: „Ham“ könnte dann auf den ortsansässigen Chamaver-Stamm hindeuten, „vini-cella“ auf eine Braustätte, zusammengesetzt „Hama-vini-cella“. Der Ursprung des Namens ist indes nicht eindeutig geklärt.

### Neuzeit
Hamminkeln wurde im 16. Jahrhundert evangelisch. Es ist belegt, dass der bislang katholische Pfarrer Georg Hagedorn 1555, im Jahr des Augsburger Religionsfriedens, mit seiner Gemeinde evangelisch wurde. Seit 1568 tobte auch in Hamminkeln ein Achtzigjähriger Krieg zwischen Spanien und seinen niederländischen Provinzen. Durch Niederländer war der Calvinismus am Niederrhein wirksam geworden und die Kirchenstrukturen änderten sich, 1642 gab es von ihnen fünf einflussreiche Familien im Ort. Zum Beispiel verpachtete Alexander von Spaen seine Höfe in Hamminkeln nur an Reformierte aus Brünen. Besonders in Wesel, aber auch in Hamminkeln, führte der weitere Zuzug niederländischer Glaubensflüchtlinge dazu, dass ursprünglich lutherische Gemeinden zum Calvinismus wechselten. War die Gegend zeitweise spanisch beherrscht, gewann dagegen der Katholizismus an Bedeutung. Dieser Wechsel von Herrschaften und Religionen war meistens gewaltsam. Obwohl sie in der Minderheit waren, prägten die Reformierten die Gemeinde Hamminkeln bis zur Vereinigung mit den Lutheranern 1817/1818, woraus später preußenweit die Evangelische Kirche der altpreußischen Union wurde.
Im Ortsteil Ringenberg diente die gleichnamige Wasserburg, erbaut von Sueder von Dingden, als Grenzfeste. Im Dreißigjährigen Krieg zerstört, wurde die Burg als Schloss im Stile des niederländischen Barocks durch den kurbrandenburgischen Generalfeldmarschall Alexander von Spaen wieder aufgebaut. Im Siebenjährigen Krieg besiegte der braunschweigische Generalleutnant Philipp von Imhoff die französischen Truppen unter General François de Chevert am 5. August 1758 in der Schlacht bei Meer (franz. Affaire de Meer, heute Hamminkeln-Mehrhoog).
Infolge des Jülich-Klevischen Erbfolgestreits nahm Brandenburg-Preußen von dem Herzogtum Kleve, dem Hamminkeln bis dahin angehört hatte, Besitz. 1806 trat Preußen das Gebiet im Vertrag von Paris (15. Februar 1806) an das Kaiserreich Frankreich ab, das es im selben Jahr dem Großherzogtum Berg überließ. 1808 wurde Hamminkeln dort Teil des Kantons Ringenberg im Arrondissement Wesel, dann im Arrondissement Essen des Département Rhein. Als das Großherzogtum Berg 1811 die Gebiete nördlich der Lippe an Frankreich abtreten musste, fiel Hamminkeln mit dem Kanton Ringenberg an das Arrondissement Rees im Département Lippe. Nach der Franzosenzeit und dem Wiener Kongress kam das Gebiet wieder an Preußen, das Hamminkeln dem Kreis Rees zuwies.

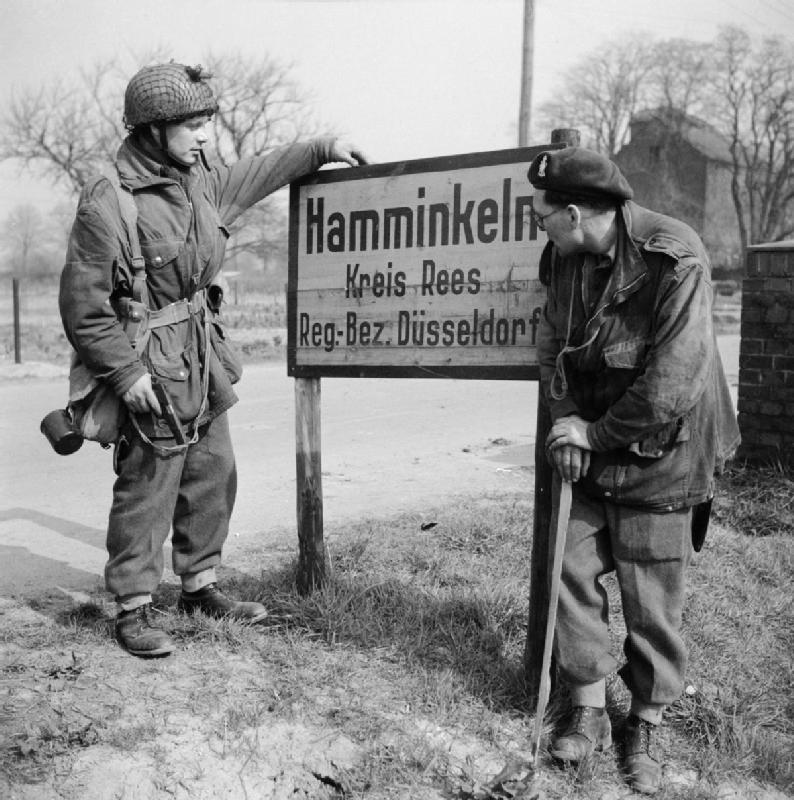
Britische Soldaten während der Operation Varsity am Ortsschild von Hamminkeln, 25. März 1945

### Jüngere Zeitgeschichte
Am 24. März 1945 wurden im Rahmen der Operation Varsity von den Alliierten große Gebiete von Hamminkeln als Landezonen für Lastensegler und Fallschirmspringer genutzt, unter anderem das Butenfeld als „Landezone N“. Ihr Ziel war es, bei Wesel einen Brückenkopf über den Rhein zu bilden, nachdem im September 1944 der Rheinübergang im niederländischen Arnhem gescheitert war (Operation Market Garden). Die Operation Varsity war die größte Luftlandeoperation der Alliierten während des Zweiten Weltkrieges.
Am 1. Januar 1975 wurden im Zuge des zweiten Neugliederungsprogramms in NRW die bis dahin selbstständigen Gemeinden Hamminkeln  und Ringenberg des ehemaligen Amtes Ringenberg, die Gemeinden Loikum und Wertherbruch sowie der Ort Mehrhoog (aus den Gemeinden Haffen-Mehr und Haldern) des ehemaligen Amtes Haldern und die Gemeinde Brünen des ehemaligen Amtes Schermbeck (alle im früheren Kreis Rees) sowie die westfälische Gemeinde Dingden im Kreis Borken zu einer neuen Gemeinde zusammengeschlossen. Gleichzeitig wurden wesentliche Teile der ehemaligen Kreise Dinslaken, Moers und Rees mit Teilgebieten der Kreise Borken sowie Recklinghausen zum neuen Kreis Wesel zusammengefügt. Hamminkeln führt seit 1995 nach Überschreiten der Grenze von 25.000 Einwohnern den Titel Stadt.

### Einwohnerentwicklung
(jeweils am 31. Dezember, Haupt- und Nebenwohnung)
| Jahr      | 1980   | 1985   | 1990   | 1995   | 2000   | 2005   | 2010   | 2012   | 2014   | 2016   | 2018   | 2020   | 2022   | 2024   |
| Einwohner | 22.607 | 23.880 | 25.380 | 27.330 | 27.722 | 27.895 | 27.899 | 27.380 | 27.618 | 27.836 | 27.792 | 28.028 | 28.346 | 28.274 |

## Politik

### Ergebnisse der Kommunalwahlen 2020 in Hamminkeln
Die Sitze im Stadtrat verteilen sich nach dem Ergebnis der Kommunalwahl 2020 folgendermaßen auf die einzelnen Parteien:
| Partei | Stimmen | % (2020) | % (2014) | +/-      | Sitze (2020) | Sitze (2014) | +/- |
| --- | ------- | -------- | -------- | -------- | ------------ | ------------ | --- |
| CDU | 4.836   | 36,2 %   | 45,0 %   | - 8,8 %  | 14           | 17           | - 3 |
| SPD | 2.853   | 21,3 %   | 27,8 %   | - 6,5 %  | 8            | 10           | - 2 |
| Bündnis 90/Die Grünen | 2.024   | 15,1 %   | 9,4 %    | + 5,7 %  | 6            | 4            | + 2 |
| FWI | 1.449   | 10,8 %   | 0,0 %    | + 10,8 % | 4            | 0            | + 4 |
| USD | 1.232   | 9,2 %    | 10,0 %   | - 0,8 %  | 3            | 4            | - 1 |
| FDP | 978     | 7,3 %    | 7,8 %    | - 0,5 %  | 3            | 3            | ± 0 |
| Gültige Stimmen | 13.372  |          |          |          |              |              |     |
| Ungültige Stimmen | 197     |          |          |          |              |              |     |
| Stimmen Insgesamt | 13.569  |          |          |          | 38           | 38           | ± 0 |
| Wahlberechtigte Insgesamt | 22.669  | 59,9 %   | 58,0 %   | + 1,9 %  |              |              |     |
| Ratswahl 13.09.2020 HamminkelnWahlbeteiligung von 59,9 % 403020100 36,2 %21,3 %15,1 %10,8 %9,2 %7,3 % CDUSPDGrüneFWIdUSDeFDPGewinne und Verlusteim Vergleich zu 2014 %p 12 10 8 6 4 2 0 −2 −4 −6 −8−10−8,8 %p−6,5 %p+5,7 %p+10,8 %p−0,8 %p−0,5 %pCDUSPDGrüneFWIUSDFDPAnmerkungen:d Freie Wähler der Isselgemeindene Unabhängige Soziale Demokraten |         |          |          |          |              |              |     |
| Sitzverteilung Ratswahl 13.09.2020 HamminkelnInsgesamt 38 Sitze - SPD: 8 - Grüne: 6 - CDU: 14 - FDP: 3 - Sonst.: 7 Sonstige: (7 Sitze) > "FWI" = 4 Sitze > "USD" = 3 Sitze |         |          |          |          |              |              |     |

| Partei | Kandidat*                 | Stimmen | % (2020) |
| --- | ------------------------- | ------- | -------- |
| SPD | Romanski, Bernd           | 8.185   | 61,0 %   |
| CDU | Lips, Andreas             | 3.159   | 23,6 %   |
| Bündnis 90/Die Grünen | Flaswinkel, Johannes      | 2.071   | 15,4 %   |
| Gültige Stimmen | Gültige Stimmen           | 13.415  |          |
| Ungültige Stimmen | Ungültige Stimmen         | 151     |          |
| Stimmen Insgesamt | Stimmen Insgesamt         | 13.566  |          |
| Wahlberechtigte Insgesamt | Wahlberechtigte Insgesamt | 22.669  | 59,8 %   |
| Bürgermeisterwahl* 13.09.2020 HamminkelnWahlbeteiligung von 59,8 % 706050403020100 61,0 %23,6 %15,4 % SPDaCDUbGrünecAnmerkungen:a Romanski, Berndb Lips, Andreasc Flaswinkel, Johannes |                           |         |          |

Bürgermeister der Stadt Hamminkeln ist seit dem 21. Oktober 2015 Bernd Romanski (SPD). Die stellvertretenden Bürgermeisterinnen/Bürgermeister: Hans-Jürgen Kraayvanger (CDU), Bernd Störmer (SPD), Ute Kleta (Bündnis 90/Die Grünen).

### Wappen, Dienstsiegel und Flagge

Wappen
Banner
Wappen bis 1977
Wappen der ehem. Gemeinde Brünen
Wappen der ehem. Gemeinde Dingden
Wappen der ehem. Gemeinde Loikum
Wappen des Stadtteils Mehrhoog
Wappen der ehem. Gemeinde Ringenberg
Wappen der ehem. Gemeinde Wertherbruch
Wappen des ehem. Amtes Ringenberg

Der Regierungspräsident in Düsseldorf hat der Stadt Hamminkeln mit Urkunde vom 11. November 1977 das Recht zur Führung eines Wappens und Dienstsiegels sowie mit Urkunde vom 6. August 1978 das Recht zur Führung einer Flagge in Form eines Banners verliehen.
Wappenbeschreibung
„In Grün – über einem silbernen Wellenbalken – ein silberner Rundschild, belegt mit einer achtstrahligen schwarzen Lilienhaspel, auf dem Schildrand sieben kleine Rundschilde in Wechselfarben.“
Bedeutung
Das Grün symbolisiert als Grundfarbe die niederrheinische Landschaft, während die große Kreisfläche für die Stadt Hamminkeln und die sieben kleinen Kreisflächen für die früher eigenständigen Gemeinden und Gemeindeteile stehen. Die Lilienhaspel weist auf die historische Zugehörigkeit aller früheren Gemeinden (bis auf Dingden) zum Herzogtum Kleve hin, der Wellenbalken symbolisiert die durch die Stadt fließende Issel.
Dienstsiegel
Das Siegel zeigt in schwarz-weißer Tingierung die Embleme des Wappens.
Flaggenbeschreibung
Das Banner zeigt auf grünem Fahnentuch die Embleme des Wappens.

### Städtepartnerschaften
Die Stadt Hamminkeln unterhält Städtepartnerschaften mit der englischen Stadt Sedgefield im County Durham seit 1982 und mit der polnischen Gemeinde Chmielno seit 1999. Mit der brandenburgischen Gemeinde Neuhardenberg bestehen seit 1990 Kontakte durch die im Zuge der deutschen Wiedervereinigung geleistete Verwaltungshilfe.

## Wirtschaft, Kultur & Infrastruktur

### Wirtschaft

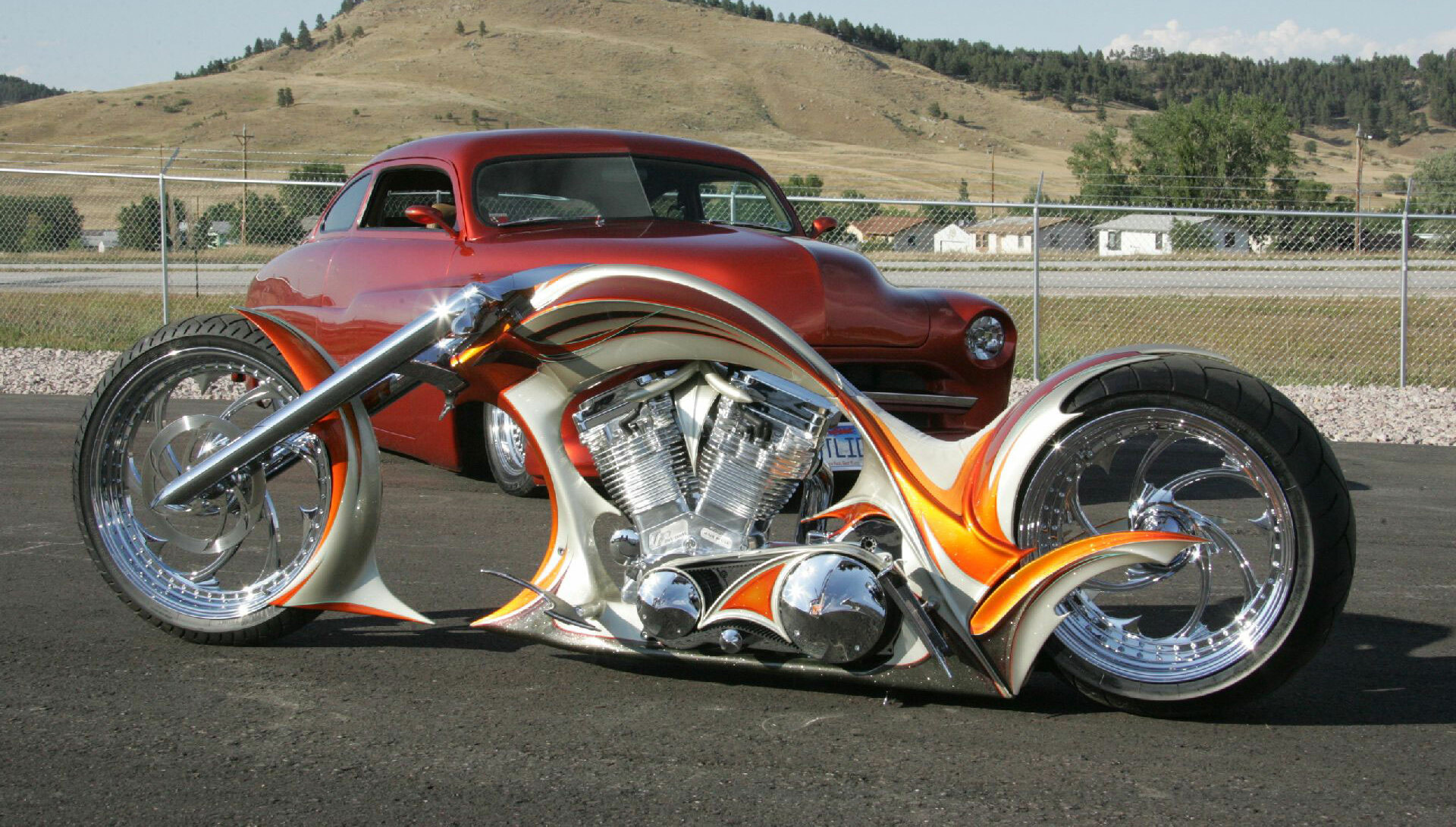
Thunderbike-Motorrad bei der Weltmeisterschaft 2006 in den USA

Wichtige Arbeitgeber der Stadt sind der direkt an der A 3 liegende deutsche Bekleidungsfilialist Bonita, die Johann Borgers KG, die Gerhard van Clewe GmbH & Co. KG, die SETEX Textil GmbH, H. u. W. Schmänk (biberna) GmbH & Co. KG, die Maibom GmbH Textilvertrieb, die Akademie Klausenhof, die Elektrotechnik Eimers GmbH, die Max Bögl Fertigteilwerke GmbH & Co. KG, die GTA Maschinensysteme GmbH, die WAT Wärmeaustauschtechnik GMBH und der Motorradhersteller Thunderbike.

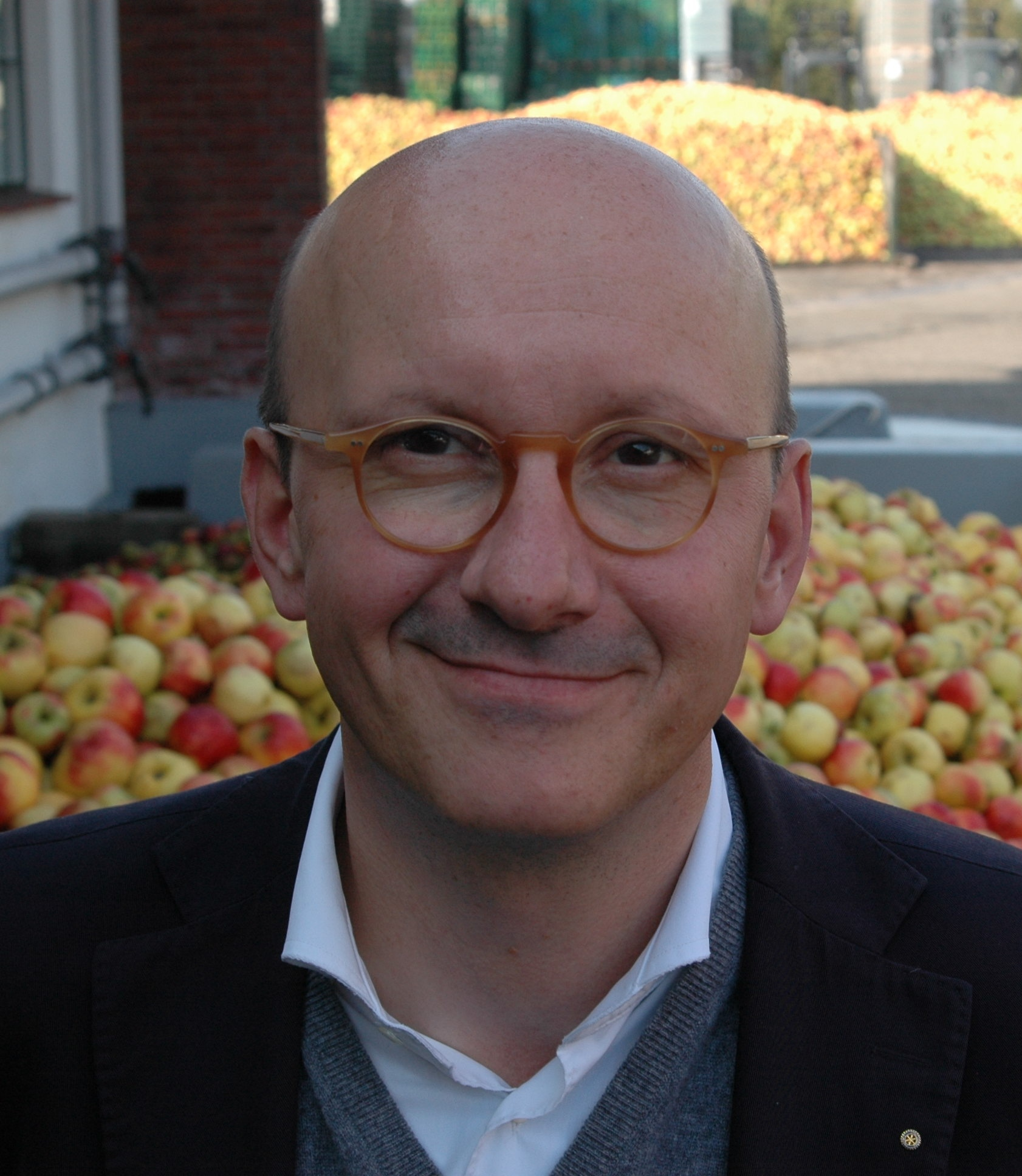
Peter van Nahmen (2014)

Im Ortsteil Hamminkeln ist die 1852 gegründete Feldschlösschen Brauerei ansässig, die auf Malzbiere spezialisiert ist. Ebenfalls ist dort die Obstkelterei van Nahmen ansässig, die seit hundert Jahren Apfel- und andere Obstsäfte produziert. Als letzte der ehemals sieben Schnapsbrennereien in Ortsteil Ringenberg ist die Bovenkerck GmbH übrig geblieben.
Neben dem viele tausend Besucher zählenden Bikerfestival „Jokerfest“, auf dem bereits äußerst bekannte Bands aufgetreten sind, finden zahlreiche klassische Veranstaltungen wie die renommierte Konzertreihe auf Gut Rodehorst oder die Marienthaler Abende statt.
Hamminkeln ist der Niederrhein Tourismus GmbH in Viersen angeschlossen, kooperiert aber auch mit der Ruhr Tourismus GmbH.

### Sport
Das Volleyball-Frauenteam des SV Blau-Weiß Dingden spielte 2017/2018 seine 5. Saison in der 2. Bundesliga Nord. Die weiblichen Volleyball-Jugendmannschaften haben bis 2018 insgesamt 43 Mal an deutschen Meisterschaften teilgenommen. Die 2. Volleyball-Mannschaft der Frauen schaffte 2018 erstmals den Sprung in die fünfthöchste deutsche Spielklasse, die Oberliga. Der 1. Fußballmannschaft der Herren gelang im Mai 2025 der erstmalige Aufstieg in die fünftklassige Oberliga Niederrhein.

### Sehenswürdigkeiten

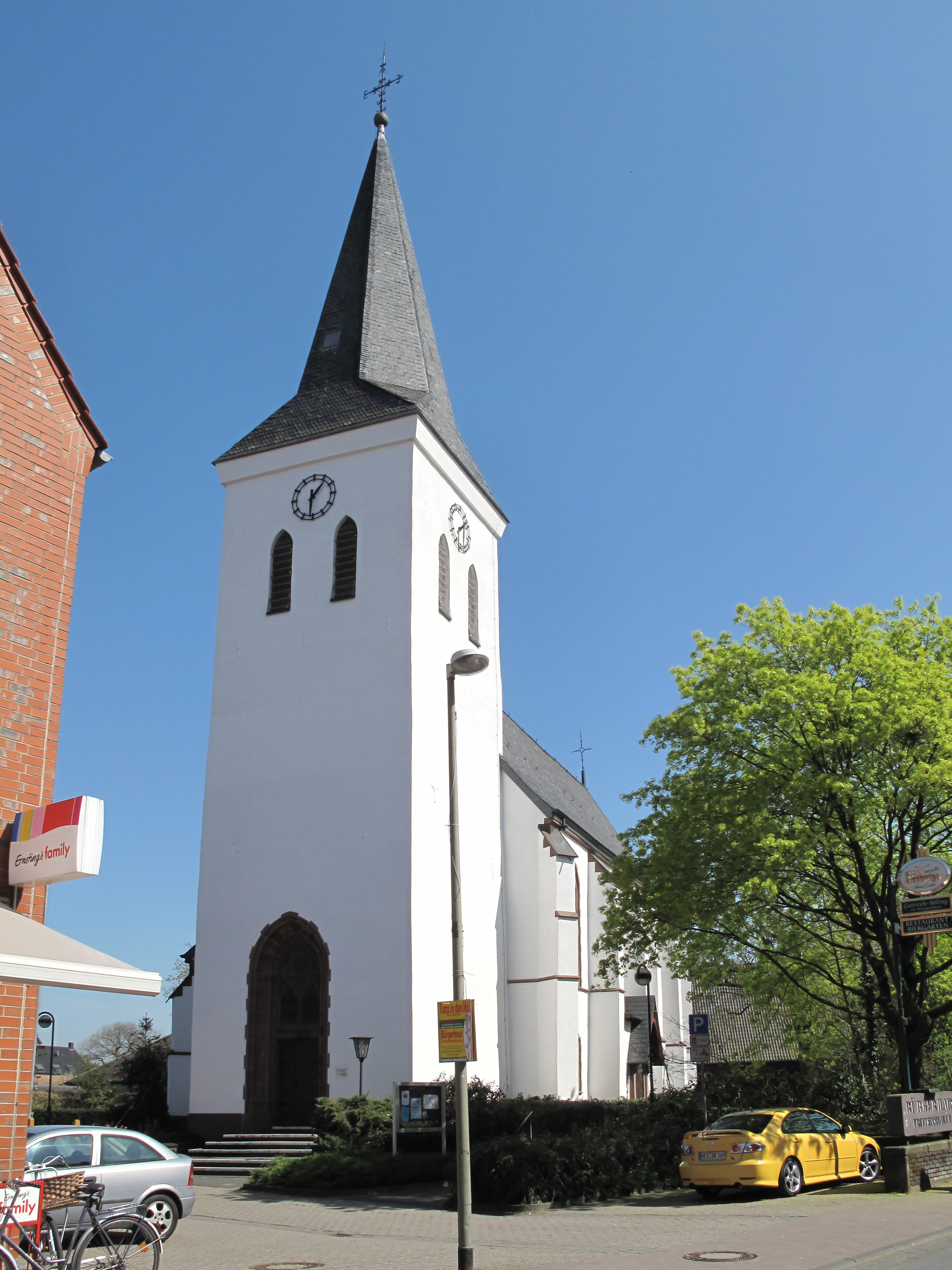
Hamminkeln, evangelische Kirche
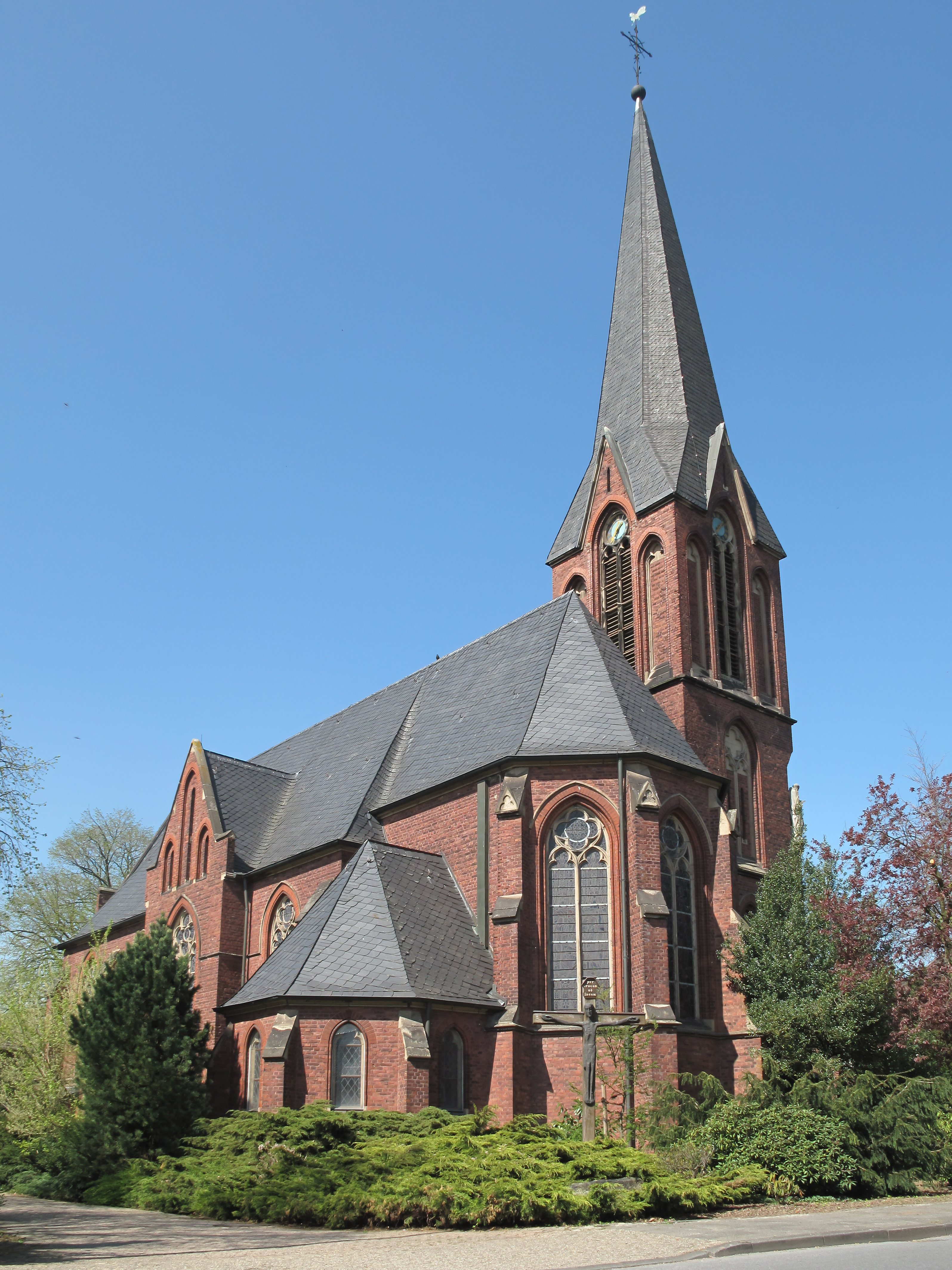
Hamminkeln, katholische Kirche

Das Weinkontor Kloster-Kraul betreibt in Hamminkeln ein Wein-Freilichtmuseum.

### Verkehrsinfrastruktur

#### Schienen- und Busverkehr

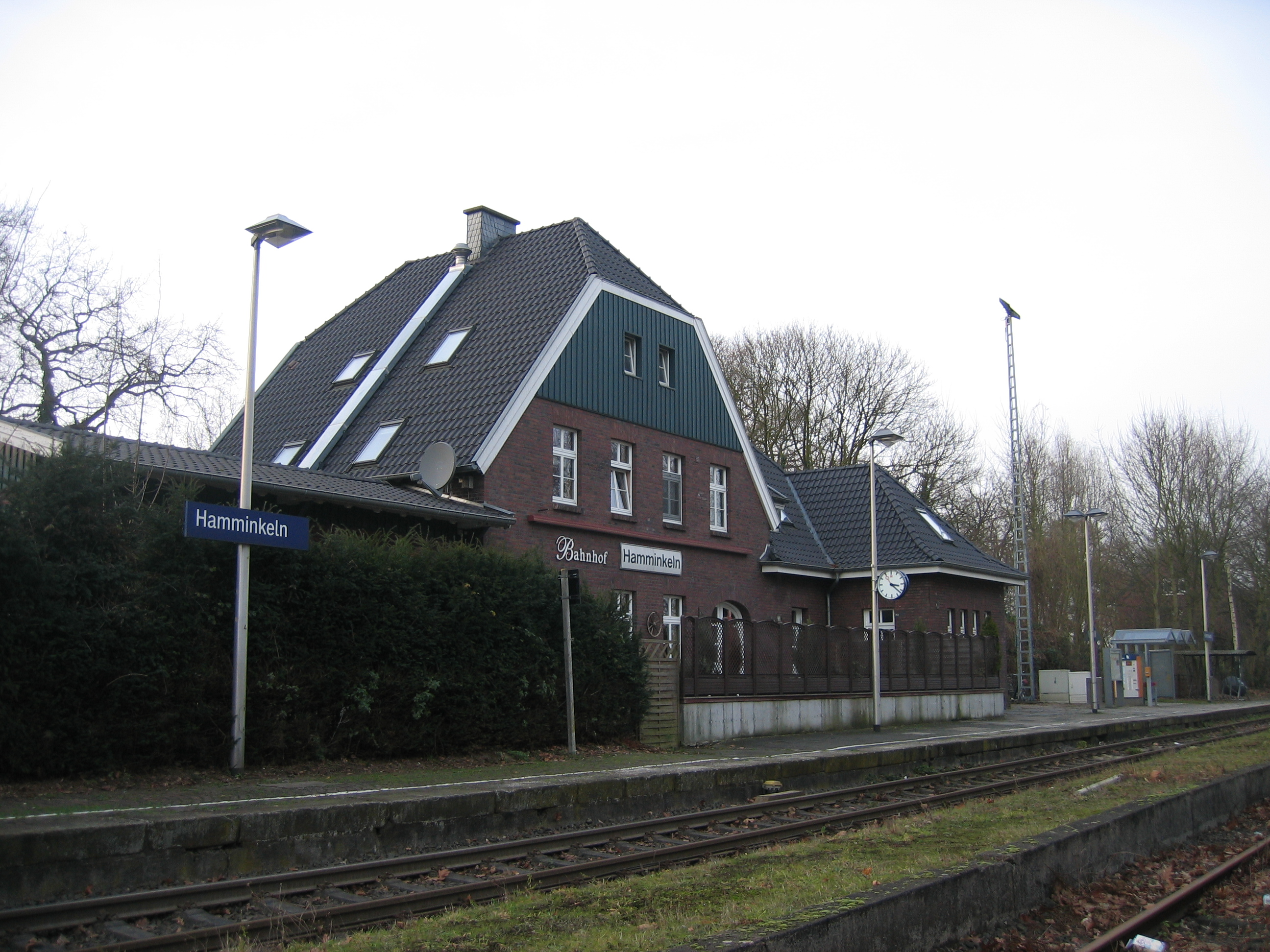
Bahnhof Hamminkeln (mit ehemaligem Empfangsgebäude)

Im Schienenpersonennahverkehr ist die Stadt Hamminkeln über drei Bahnhöfe erreichbar,
- über die Bahnhöfe Hamminkeln und Dingden an der Bocholter Bahn, die von dem RE 19 (Rhein-IJssel-Express) Düsseldorf–Bocholt bedient werden, und
- über den Bahnhof Mehrhoog an der Bahnstrecke Oberhausen–Arnhem, der vom RE 19 (Rhein-IJssel-Express) mit einem weiteren Linienast (Düsseldorf–Arnhem) bedient wird. Im Bahnhof Wesel wird die Linie RE19 von Düsseldorf kommend nach Arnhem bzw. Bocholt geflügelt.

Durchgeführt wird der Schienenpersonennahverkehr (SPNV) von der Vias Rail.
Im Straßenpersonennahverkehr ist das Stadtgebiet durch fünf Buslinien, ein Anrufsammeltaxi (AST) sowie eine Bürgerbuslinie erschlossen.
Für den gesamten öffentlichen Personennahverkehr (ÖPNV) gilt der Tarif des Verkehrsverbundes Rhein-Ruhr (VRR) und tarifraumüberschreitend der NRW-Tarif.

#### Straßen
Hamminkeln ist durch die Bundesautobahn 3 (E 35) und die Bundesstraßen 8, 67, 70 und 473 an das Fernstraßennetz angebunden.

#### Medizinische Versorgung
Hamminkeln verfügt über kein eigenes Krankenhaus. Aber in der angrenzenden Kreisstadt Wesel gibt es zwei Krankenhäuser: Das Evangelische Krankenhaus mit 356 Betten und das Marien-Hospital mit 432 Betten.

## Persönlichkeiten
Zu bekannten, in Hamminkeln gebürtigen und mit der Stadt verbundenen Persönlichkeiten gehören Personen aus Religion, wie beispielsweise Augustinus Winkelmann, Pfarrer und Förderer bildender Kunst im sakralen Raum, Personen des Militärs, wie Wilhelm von Lans, Admiral der Kaiserlichen Marine, aber auch Personen aus Kunst und Kultur sowie Wirtschaft, Sport, Wissenschaft und Politik. Eine vollständige Liste, inklusive Bürgermeistern und Ehrenbürgern, findet sich im Hauptartikel.